# Yanjiang
Yanjiang är ett stadsdistrikt och säte för stadsfullmäktige i Ziyang i Sichuan-provinsen i sydvästra Kina.